# Адміністративний устрій Косівського району
Адміністративний устрій Косівського району — адміністративно-територіальний устрій Косівського району Івано-Франківської області на 1 селищну та 2 сільські громади, 1 міську раду, 1 селищну раду та 25 сільських рад, які об'єднують 45 населених пунктів і підпорядковані Косівській районній раді. Адміністративний центр — місто Косів.

## Список громадКосівського району
- Космацька сільська громада
- Рожнівська сільська громада
- Яблунівська селищна громада

## Список радКосівського району
| №  | Назва                             | Центр               | Населені пункти                                          | Площа км² | Місце за площею | Населення (2001), осіб. | Місце за населенням | Густота населення, осіб/км² |
| -- | --------------------------------- | ------------------- | -------------------------------------------------------- | --------- | --------------- | ----------------------- | ------------------- | --------------------------- |
| 1  | Косівська міська рада             | м. Косів            | м. Косів                                                 | 11.38     | 28              | 8301                    | 1                   | 729.4                       |
| 2  | Кутська селищна рада              | смт Кути            | смт Кути                                                 | 4.9       | 35              | 4321                    | 6                   | 881.8                       |
| 3  | Бабинська сільська рада           | с. Бабин            | с. Бабин                                                 | 13.56     | 25              | 855                     | 35                  | 63.1                        |
| 4  | Бане-Березівська сільська рада    | с. Баня-Березів     | с. Баня-Березів                                          | 10.44     | 29              | 1260                    | 28                  | 120.7                       |
| 5  | Великорожинська сільська рада     | с. Великий Рожин    | с. Великий Рожин                                         | 33.05     | 9               | 1571                    | 23                  | 47.5                        |
| 6  | Вербовецька сільська рада         | с. Вербовець        | с. Вербовець с. Старий Косів                             | 29.39     | 11              | 5101                    | 5                   | 173.6                       |
| 7  | Вижньоберезівська сільська рада   | с. Вижній Березів   | с. Вижній Березів                                        | 19.27     | 21              | 1626                    | 22                  | 84.4                        |
| 8  | Городянська сільська рада         | с. Город            | с. Город                                                 | 5.89      | 34              | 511                     | 40                  | 86.8                        |
| 9  | Лючківська сільська рада          | с. Лючки            | с. Лючки                                                 | 3         | 36              | 548                     | 39                  | 182.7                       |
| 10 | Малорожинська сільська рада       | с. Малий Рожин      | с. Малий Рожин                                           | 16        | 24              | 950                     | 33                  | 59.4                        |
| 11 | Микитинецька сільська рада        | с. Микитинці        | с. Микитинці                                             | 17        | 22              | 829                     | 37                  | 48.8                        |
| 12 | Нижньоберезівська сільська рада   | с. Нижній Березів   | с. Нижній Березів                                        | 20.33     | 20              | 1231                    | 29                  | 60.6                        |
| 13 | Пістинська сільська рада          | с. Пістинь          | с. Пістинь                                               | ?         | ?               | 3921                    | 7                   | ?                           |
| 14 | Річківська сільська рада          | с. Річка            | с. Річка                                                 | 24        | 17              | 2075                    | 14                  | 86.5                        |
| 15 | Розтоківська сільська рада        | с. Розтоки          | с. Розтоки                                               | 21.34     | 19              | 2020                    | 16                  | 94.7                        |
| 16 | Середньоберезівська сільська рада | с. Середній Березів | с. Середній Березів                                      | 9         | 33              | 1457                    | 24                  | 161.9                       |
| 17 | Слобідська сільська рада          | с. Слобідка         | с. Слобідка                                              | ?         | ?               | 811                     | 38                  | ?                           |
| 18 | Смоднянська сільська рада         | с. Смодна           | с. Смодна                                                | 9.33      | 31              | 1852                    | 19                  | 198.5                       |
| 19 | Снідавська сільська рада          | с. Снідавка         | с. Снідавка                                              | 9.69      | 30              | 929                     | 34                  | 95.9                        |
| 20 | Соколівська сільська рада         | с. Соколівка        | с. Соколівка                                             | 16.91     | 23              | 2193                    | 13                  | 129.7                       |
| 21 | Старокутська сільська рада        | с. Старі Кути       | с. Старі Кути                                            | 23        | 18              | 5288                    | 4                   | 229.9                       |
| 22 | Трацька сільська рада             | с. Трач             | с. Трач с. Гуцулівка с. Корости с. Кривоброди с. Цуцулин | 25.02     | 15              | 1638                    | 21                  | 65.5                        |
| 23 | Тюдівська сільська рада           | с. Тюдів            | с. Тюдів                                                 | 26.55     | 14              | 2031                    | 15                  | 76.5                        |
| 24 | Черганівська сільська рада        | с. Черганівка       | с. Черганівка                                            | 24.66     | 16              | 994                     | 32                  | 40.3                        |
| 25 | Шепітська сільська рада           | с. Шепіт            | с. Шепіт                                                 | 36.2      | 8               | 1752                    | 20                  | 48.4                        |
| 26 | Шешорівська сільська рада         | с. Шешори           | с. Шешори                                                | 50.41     | 4               | 1984                    | 17                  | 39.4                        |
| 27 | Яворівська сільська рада          | с. Яворів           | с. Яворів                                                | 12        | 27              | 2426                    | 11                  | 202.2                       |

* Примітки: м. — місто, смт — селище міського типу, с. — село, с-ще — селище